# Komplexifizierung
In der linearen Algebra ist eine Komplexifizierung eine Operation, die einem reellen Vektorraum einen komplexen Vektorraum zuordnet, der sehr ähnliche Eigenschaften hat.

## Definition
Es gibt zwei unterschiedliche Möglichkeiten die Komplexifizierung eines reellen Vektorraums zu definieren. Die zwei Möglichkeiten, die nun vorgestellt werden, sind äquivalent.

### Mittels der direkten Summe
Sei {\displaystyle V} ein Vektorraum über dem Körper der reellen Zahlen {\displaystyle \mathbb {R} }. Die Komplexifizierung von {\displaystyle V} ist die direkte Summe
{\displaystyle V_{\mathbb {C} }=V\oplus V=V\times V.}
Auf dem neuen Raum wird die Addition komponentenweise
{\displaystyle (x,\,y)+(x',\,y')=(x+x',\,y+y')}
und die Skalarmultiplikation mit {\displaystyle \alpha +\beta i\in \mathbb {C} } durch
{\displaystyle (\alpha +\beta i)(x,\,y)=\left(\alpha x-\beta y,\,\beta x+\alpha y\right)}
definiert.
Dies macht {\displaystyle V_{\mathbb {C} }} zu einem Vektorraum über dem Körper der komplexen Zahlen {\displaystyle \mathbb {C} }.
In Analogie zur Schreibweise komplexer Zahlen schreibt man für das Paar {\displaystyle (x,y)\in V_{\mathbb {C} }} auch {\displaystyle x+yi}.

### Mittels des Tensorprodukts
Man kann die Komplexifizierung auch durch das Tensorprodukt definieren:
{\displaystyle V_{\mathbb {C} }=V\otimes _{\mathbb {R} }\mathbb {C} }.
Dann ist die Skalarmultiplikation mit {\displaystyle a\in \mathbb {C} } durch {\displaystyle \operatorname {id} \otimes a} gegeben, d. h., für {\displaystyle x\otimes b\in V_{\mathbb {C} }} mit {\displaystyle x\in V} und {\displaystyle b\in \mathbb {C} } gilt
{\displaystyle a(x\otimes b)=x\otimes (ab)}.

## Beispiele
- Die Komplexifizierung des euklidischen Raumes {\displaystyle \mathbb {R} ^{n}} ergibt den unitären Raum {\displaystyle \mathbb {C} ^{n}}.
- Die Komplexifizierung des Vektorraums {\displaystyle \mathbb {R} ^{m\times n}} der {\displaystyle m\times n}-Matrizen mit reellen Einträgen ergibt den Vektorraum {\displaystyle \mathbb {C} ^{m\times n}} der Matrizen mit komplexen Einträgen. Die Komplexifizierung abstrahiert also die einfache Tatsache, dass man reelle Zahlen insbesondere auch als komplexe Zahlen auffassen kann.

## Eigenschaften
- Der reelle Vektorraum {\displaystyle V} lässt sich mittels der Einbettung {\displaystyle x\mapsto x+0i} als reeller Untervektorraum von {\displaystyle V_{\mathbb {C} }} auffassen. Dabei ist {\displaystyle x+yi\in V_{\mathbb {C} }} genau dann in {\displaystyle V}, wenn {\displaystyle y=0} gilt.
- Auf {\displaystyle V_{\mathbb {C} }} ist auf natürliche Weise eine Involution {\displaystyle {\overline {x+yi}}=x-yi} definiert, die der komplexen Konjugation entspricht. Ein {\displaystyle z\in V_{\mathbb {C} }} liegt genau dann in {\displaystyle V}, wenn {\displaystyle {\overline {z}}=z} gilt.
- Ist {\displaystyle (x_{j})} eine Basis von {\displaystyle V}, so ist {\displaystyle (x_{j}+i0)} eine Basis des {\displaystyle \mathbb {C} }-Vektorraums {\displaystyle V_{\mathbb {C} }}. Insbesondere haben der reelle Vektorraum {\displaystyle V} und der komplexe Vektorraum {\displaystyle V_{\mathbb {C} }} die gleiche Dimension.

## Komplexifizierung linearer Abbildungen

### Definition
Jede {\displaystyle \mathbb {R} }-lineare Abbildung {\displaystyle f\colon V\rightarrow W} liefert eine {\displaystyle \mathbb {C} }-lineare Abbildung {\displaystyle f_{\mathbb {C} }\colon V_{\mathbb {C} }\rightarrow W_{\mathbb {C} }} definiert durch
{\displaystyle f_{\mathbb {C} }(x+yi)=f(x)+f(y)i.}

### Eigenschaften
Für die komplexifizierte Abbildung {\displaystyle f_{\mathbb {C} }\colon V_{\mathbb {C} }\rightarrow W_{\mathbb {C} }} gilt:
- {\displaystyle f_{\mathbb {C} }({\overline {z}})={\overline {f_{\mathbb {C} }(z)}}} für alle {\displaystyle z\in V_{\mathbb {C} }}
- {\displaystyle (\operatorname {Id} _{V})_{\mathbb {C} }=\operatorname {Id} _{(V_{\mathbb {C} })}}
- {\displaystyle (f\circ g)_{\mathbb {C} }=f_{\mathbb {C} }\circ g_{\mathbb {C} }}
- Die darstellende Matrix von {\displaystyle f} bezüglich der Basis {\displaystyle (x_{j})} ist gleich der darstellenden Matrix von {\displaystyle f_{\mathbb {C} }} bezüglich der Basis {\displaystyle (x_{j}+0i)}.

Ist die zu betrachtende lineare Abbildung {\displaystyle f_{\mathbb {C} }\colon V_{\mathbb {C} }\rightarrow V_{\mathbb {C} }} ein Endomorphismus, dann gilt außerdem:
- {\displaystyle f} und {\displaystyle f_{\mathbb {C} }} haben dasselbe charakteristisches Polynom.
- {\displaystyle f_{\mathbb {C} }} hat alle Eigenwerte von {\displaystyle f}.

Komplexifizierte Matrizen sind häufig einfacher zu beschreiben, als das reelle Original. So ist zum Beispiel jede komplexe Matrix trigonalisierbar, wobei die oben erwähnten normalen Matrizen sich sogar diagonalisieren lassen.

## Komplexifizierung von Bilinearformen und Skalarprodukten

### Definition
Zu einer Bilinearform {\displaystyle \Phi \colon V\times V\rightarrow \mathbb {R} } gibt es eine Sesquilinearform {\displaystyle \Phi _{\mathbb {C} }\colon V_{\mathbb {C} }\times V_{\mathbb {C} }\rightarrow \mathbb {C} } gegeben durch 
{\displaystyle \Phi _{\mathbb {C} }(x+yi,x'+y'i)=\Phi (x,x')+\Phi (y,y')+i(\Phi (y,x')-\Phi (x,y')).}
Es gilt {\displaystyle \Phi _{\mathbb {C} |V\times V}=\Phi }, die Einschränkung von {\displaystyle \Phi _{\mathbb {C} }} auf {\displaystyle V\times V} ist also wieder {\displaystyle \Phi }.

### Eigenschaften
- Die Form {\displaystyle \Phi } ist genau dann ein reelles Skalarprodukt, wenn {\displaystyle \Phi _{\mathbb {C} }} ein komplexes Skalarprodukt ist. Da das komplexe Skalarprodukt einfacher zu beschreiben ist als das reelle, komplexifiziert man es, um dann im komplexen Raum weiterzuarbeiten.

- Ist V euklidisch mit Skalarprodukt {\displaystyle \Phi } und {\displaystyle V_{\mathbb {C} }} der dazugehörige unitäre Vektorraum mit Skalarprodukt {\displaystyle \Phi _{\mathbb {C} }} so gilt {\displaystyle (f^{*})_{\mathbb {C} }=(f_{\mathbb {C} })^{*}}. Das heißt, die Operation der Komplexifizierung der Adjunktion können vertauscht werden. Daraus folgt, dass die Komplexifizierung gewisse Eigenschaften einer linearen Abbildung erhält. Die Abbildung {\displaystyle f\colon V\rightarrow V} hat also genau dann eine der folgenden Eigenschaften, wenn auch {\displaystyle f_{\mathbb {C} }\colon V_{\mathbb {C} }\rightarrow V_{\mathbb {C} }} sie hat:
  - normal {\displaystyle (ff^{*}=f^{*}f)}
  - selbstadjungiert {\displaystyle (f=f^{*})}
  - schiefsymmetrisch {\displaystyle (f=-f^{*})}
  - Isometrie {\displaystyle (ff^{*}=\operatorname {Id} )}

## Komplexifizierung einer Lie-Algebra

### Definition
Es sei {\displaystyle {\mathfrak {g}}} eine Lie-Algebra über dem Körper {\displaystyle \mathbb {R} }. Die Komplexifizierung der Lie-Algebra {\displaystyle {\mathfrak {g}}} ist die Lie-Algebra {\displaystyle {\mathfrak {g}}_{\mathbb {C} }}, die analog zum komplexifizierten Vektorraum durch
{\displaystyle {\mathfrak {g}}_{\mathbb {C} }:={\mathfrak {g}}\otimes _{\mathbb {R} }\mathbb {C} }
definiert ist.
Auch die Komplexifizierung einer Lie-Algebra kann als Erweiterung des zugrundeliegenden Körpers der Lie-Algebra von {\displaystyle \mathbb {R} } auf den Körper {\displaystyle \mathbb {C} } aufgefasst werden. Ein Element der Lie-Algebra {\displaystyle {\mathfrak {g}}_{\mathbb {C} }} kann als Paar {\displaystyle (u,v)} mit {\displaystyle u,v\in {\mathfrak {g}}} verstanden werden. Die Operationen auf {\displaystyle {\mathfrak {g}}_{\mathbb {C} }} sind dann definiert durch
{\displaystyle {\begin{aligned}&(u_{1},v_{1})+(u_{2},v_{2}):=(u_{1}+u_{2},v_{1}+v_{2})\\&(\alpha +i\beta )(u_{1},v_{1}):=(\alpha u_{1}-\beta v_{1},\alpha v_{1}+\beta u_{1})\quad {\text{und}}\\&\left[(u_{1},v_{1}),(u_{2},v_{2})\right]:=(\left[u_{1},u_{2}\right]-\left[v_{1},v_{2}\right],\left[v_{1},u_{2}\right]+\left[u_{1},v_{2}\right]),\end{aligned}}}
wobei {\displaystyle \alpha ,\beta \in \mathbb {R} } und {\displaystyle u_{1},u_{2},v_{1},v_{2}\in {\mathfrak {g}}} gilt. Außerdem ist {\displaystyle +} die Addition und {\displaystyle \left[.,.\right]} die Lie-Klammer in der Lie-Algebra.

### Beispiele
- Die Komplexifizierung von {\displaystyle \mathrm {sl} (n,\mathbb {R} )=\left\{A\in \mathrm {Mat} (n,\mathbb {R} ):\mathrm {Tr} (A)=0\right\}} ist {\displaystyle \mathrm {sl} (n,\mathbb {C} )=\left\{A\in \mathrm {Mat} (n,\mathbb {C} ):\mathrm {Tr} (A)=0\right\}}.
- Die Cartan-Zerlegung {\displaystyle {\mathfrak {g}}={\mathfrak {k}}\oplus {\mathfrak {p}}} hat für {\displaystyle {\mathfrak {g}}=\mathrm {sl} (n,\mathbb {C} )} die Gestalt

{\displaystyle {\mathfrak {k}}=\left\{A\in \mathrm {sl} (n,\mathbb {C} ):A{\text{ schiefhermitesch}}\right\},{\mathfrak {p}}=\left\{A\in \mathrm {sl} (n,\mathbb {C} ):A{\text{ hermitesch}}\right\}},
woraus in diesem speziellen Fall
{\displaystyle {\mathfrak {p}}=i{\mathfrak {k}}} und damit {\displaystyle {\mathfrak {g}}_{\mathbb {C} }={\mathfrak {g}}\oplus {\mathfrak {g}}} folgt.

## Komplexifizierung einer Lie-Gruppe
Die Komplexifizierung einer einfach zusammenhängenden Lie-Gruppe {\displaystyle G} mit Lie-Algebra {\displaystyle {\mathfrak {g}}} ist, per Definition, die (eindeutig bestimmte) einfach zusammenhängende Lie-Gruppe mit Lie-Algebra {\displaystyle {\mathfrak {g}}_{\mathbb {C} }}.
Allgemein, falls {\displaystyle G} nicht einfach zusammenhängend ist, heißt eine komplexe Lie-Gruppe {\displaystyle G_{\mathbb {C} }} die Komplexifizierung von {\displaystyle G}, wenn es einen stetigen Homomorphismus {\displaystyle \phi :G\rightarrow G_{\mathbb {C} }} mit folgender universeller Eigenschaft gibt: zu jedem stetigen Homomorphismus {\displaystyle f:G\rightarrow H} in eine komplexe Lie-Gruppe {\displaystyle H} gibt es einen eindeutigen komplex-analytischen Homomorphismus {\displaystyle F:G_{\mathbb {C} }\rightarrow H} mit {\displaystyle f=F\phi }. Die Komplexifizierung muss nicht immer existieren, sie ist aber eindeutig, wenn sie existiert.
Beispiele: Die Komplexifizierung von {\displaystyle SL(n,\mathbb {R} )} ist {\displaystyle SL(n,\mathbb {C} )}, die Komplexifizierung von {\displaystyle SU(n)} ist {\displaystyle SL(n,\mathbb {C} )}, die Komplexifizierung von {\displaystyle SL(n,\mathbb {C} )} ist {\displaystyle SL(n,\mathbb {C} )\times SL(n,\mathbb {C} )}.

## Kategorientheorie
In der Sprache der Kategorientheorie ist die Komplexifizierung von Vektorräumen ein Funktor von der Kategorie der Vektorräume über den reellen Zahlen in die Kategorie der Vektorräume über den komplexen Zahlen. Die Morphismen der Kategorien sind jeweils die {\displaystyle \mathbb {K} }-linearen Abbildungen, wobei {\displaystyle \mathbb {K} =\mathbb {R} } für die reellen und {\displaystyle \mathbb {K} =\mathbb {C} } für die komplexen Vektorräume gilt. 
Der zu diesem Funktor rechts adjungierte Funktor ist der Vergiss-Funktor von der Kategorie komplexen Vektorräume in die Kategorie der reellen Vektorräume, der die komplexe Struktur der Räume „vergisst“.